# Sam Ermolenko
Sam Ermolenko, född 23 november 1960, är en tidigare amerikansk speedwayförare. Han blev individuell världsmästare 1993. Ermolenko har även tagit brons vid 3 tillfällen individuellt. Lagvärldsmästare vid 3 tillfällen. Parvärldsmästare vid 1 tillfälle. Ermolenko lade av efter säsongen 2006 som 46-åring. Jobbar nu ibland som expertkommentator vid större tävlingar. Inte att förglömma blev han även svensk lagmästare med Valsarna.